# リュビ (ロケット)

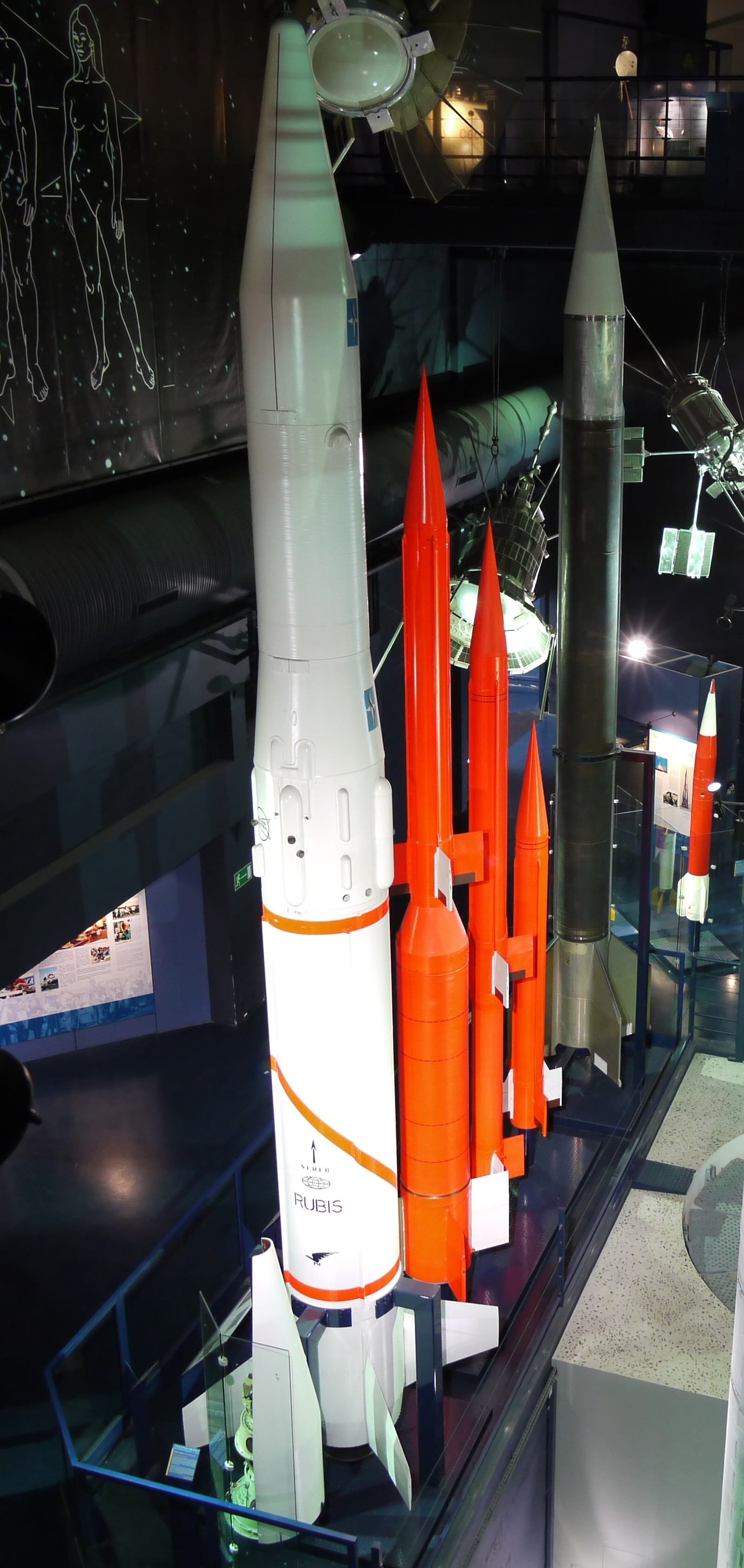
一番手前にあるロケットがリュビ

リュビ（Rubis）はフランスの2段式ロケット。1964年から1967年にかけてアマギール（9機）とBiscarosse（1機）から計10機が打ち上げられた。その内2機が失敗している。
1段目にアゲートエンジンを、2段目にP064エンジンを使用している。
ディアマンロケットの上段とペイロード装置の試験を目的として設計された。6機が設計の正当性の確認に使用され、ディアマンロケットの初飛行の成功に繋がる。最後の4機はCNESの責任で、D1衛星のためのペイロード確認として、さらにパリ天文台とマックス・プランク研究所のための科学装置を搭載して打ち上げられた。

## データ
- 全重量: 4,000 kg
- 全長: 9.60 m
- 直径: 0.80 m
- 推力: 186.00 kN
- 高度: 2,000 km
- 初飛行: 1964年6月10日
- 最終飛行: 1967年7月5日
- 回数: 10